# Barragem Marechal Carmona
A Barragem Marechal Carmona, também conhecida por Barragem da Idanha, é uma barragem construída no leito do rio Ponsul, perto de Idanha-a-Nova, em Portugal. A barragem foi construída durante o Estado Novo e inaugurada em 1946. A barragem inclui duas estruturas: a barragem propriamente dita e o escoadouro(pt-BR) ou descarregador de cheias(pt-PT?). 
A Barragem pertence e é explorada pela Associação de Regantes e Beneficiários de Idanha-a-Nova.
O organismo responsável pela coordenação da construção foi a então Junta Autónoma das Obras de Hidráulica Agrícola (J.A.O.H.A.), cujas iniciais ainda se encontram esculpidas na estrutura principal sob um enorme Brasão Nacional Português.
A barragem destinava-se ao aproveitamento das águas para a agricultura e para a produção hidroelétrica, contando para isso com um grupo gerador com uma turbina Francis, que num ano médio produz 4.5 Gwh de electricidade. Hoje em dia, a sua albufeira é um local de grande atração turística, existindo ali o Parque de Campismo Municipal de Idanha-de-Nova.